# Лох-Дерг (озеро, Манстер)
Лох-Дерг (ирл. Loch Deirgeirt, англ. Lough Derg) — озеро на юго-западе Ирландии. На северо-западе озеро граничит с графством Голуэй, на юго-западе — с Клэр, на востоке — с Северным Типперэри. Лох-Дерг является вторым по величине озером Ирландии. Максимальная глубина озера составляет 36 метров, а площадь поверхности равна 129 км².

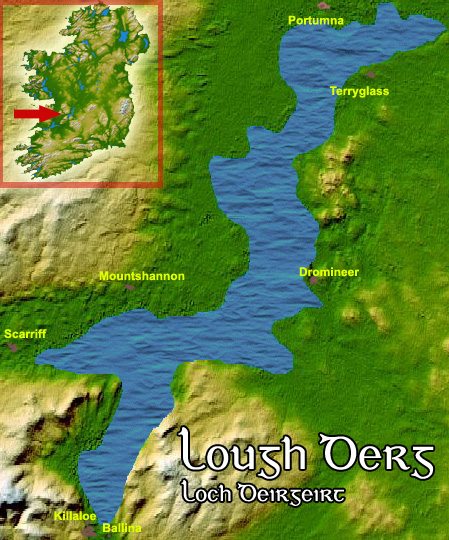

Лох-Дерг находится в русле реки Шаннон, которая впадает в него с севера и вытекает с юга, из-за чего озеро имеет вытянутую форму. Рельеф восточного и северного побережий — равнинный, в то время как на западе и юго-западе берега круты и скалисты. Благодаря этим особенностям рельефа, в 1927 году здесь была сооружена крупнейшая в то время гидроэлектростанция.
С XIX века озеро является важной транспортной артерией между портом Лимерика и Дублином. Лох-Дерг пропускает через свою акваторию крупные корабли с большим водоизмещением, а также всевозможные парусные, рыбацкие и прогулочные суда, а также каноэ и каяки. Сегодня на берегу расположен соответствующий центр от Лимерикского университета, в котором культивируются водные виды спорта. Все это, в совокупности с достаточно аттрактивными природными ресурсами привлекает на озеро множество туристов, которые предпочитают рыбалку и прогулки под парусом.
На побережье Лох-Дерга находится несколько деревень и посёлков: Гаррикеннеди, Портамна, Киллало, Баллина, Дроминир, Терригласс и Маунтшаннон.
На озере расположен остров Холи-Айленд, монастырские поселения которого являются кандидатом на включение во Всемирное наследие Ирландии.